# Никловицьке газове родовище
Никловицьке газове родовище — належить до Більче-Волицького нафтогазоносного району Передкарпатської нафтогазоносної області Західного нафтогазоносного регіону України.

## Опис
Розташоване у Львівській області на відстані 18 км від м. Мостиська.
Приурочене до смуги Краковецького розлому, що розмежовує Крукеницьку та Косівсько-Угерську підзони Більче-Волицької зони.
Структура виявлена в 1973-79 рр. і являє собою у нижньосарматських відкладах антикліналь північно-західного простягання, розбиту поздовжніми та поперечними тектонічними порушеннями на 8 блоків. Розміри структури 7,0х4,0 м, висота понад 100 м. 
Перший промисловий приплив газу отримано з нижньосарматських відкладів з інт. 1176-1200 м у 1979 р. 
Поклади пластові, склепінчасті, тектонічно екрановані. Режим Покладів газовий. Запаси початкові видобувні категорій А+В+С1: газу — 3035 млн. м³.